# ستوينا فانجيلوفسكا
ستوينا فانجيلوفسكا مواليد 5 فبراير 1965 في سكوبيه، جمهورية يوغوسلافيا الاشتراكية الاتحادية، هي لاعبة كرة سلة مقدونية معتزلة. بدأت مسيرتها الاحترافية في سنة 1980. مثلت منتخب بلادها. شاركت في دورة الألعاب الأولمبية الصيفية سنة 1984. حققت المركز الأول في الألعاب الجامعية الصيفية 1987. اعتزلت اللعب في 1996. لعبت مع نادي بارتيزان لكرة السلة للسيدات في الدوري الصربي لكرة السلة للسيدات ونادي يجيكا لكرة السلة في الدوري السلوفيني لكرة السلة للسيدات.

## سجل المنافسة
شاركت في المنافسات التالية:
- الألعاب الأولمبية الصيفية 1984
- الألعاب الأولمبية الصيفية 1988
- كأس العالم لكرة السلة للسيدات 1983

## الميداليات
| الميدالية | المسابقة                       |
| --------- | ------------------------------ |
| فضية      | الألعاب الأولمبية الصيفية 1988 |
| برونزية   | الألعاب الجامعية الصيفية 1983  |
| ذهبية     | الألعاب الجامعية الصيفية 1987  |

## روابط خارجية
- ستوينا فانجيلوفسكا على موقع الاتحاد الدولي لكرة السلة (الإنجليزية)
- ستوينا فانجيلوفسكا على موقع سبورتس رفرنس (الإنجليزية)
- ستوينا فانجيلوفسكا على موقع اللجنة الأولمبية الدولية (الإنجليزية)
- ستوينا فانجيلوفسكا على موقع أوليمبيديا (الإنجليزية)